# Claudia Loss
Claudia Maria Loss (* 6. Dezember 1972 in Wolfenbüttel) ist eine deutsche Politikerin (SPD). Sie ist seit 2020 Mitglied der Hamburgischen Bürgerschaft.

## Berufliches und Privates
Loss wuchs in Braunschweig auf und zog nach dem Abschluss ihrer Ausbildung zur Krankenschwester am Stadtkrankenhaus Wolfsburg 1994 nach Hamburg, wo sie seitdem als Krankenschwester am Wilhelmsburger Krankenhaus Groß-Sand tätig ist.
Sie ist verheiratet, hat zwei Töchter und wohnt in Hamburg-Heimfeld.

## Politik
Loss war von 2008 bis 2011 als zubenannte Bürgerin Mitglied im Schulausschuss der Bezirksversammlung Harburg und trat 2009 der SPD bei. Von 2011 bis 2020 war sie gewähltes Mitglied der Bezirksversammlung Harburg und stellvertretende Vorsitzende der dortigen SPD-Fraktion.
Bei der Bürgerschaftswahl 2020 kandidierte sie auf Platz 10 der Landesliste und zog in die Hamburgische Bürgerschaft ein. In der 22. Wahlperiode ist sie Mitglied im Gesundheitsausschuss, im Wissenschaftsausschuss und im Kultur- und Medienausschuss. Außerdem ist sie gesundheitspolitische Sprecherin der SPD-Bürgerschaftsfraktion.